# 선천 매독

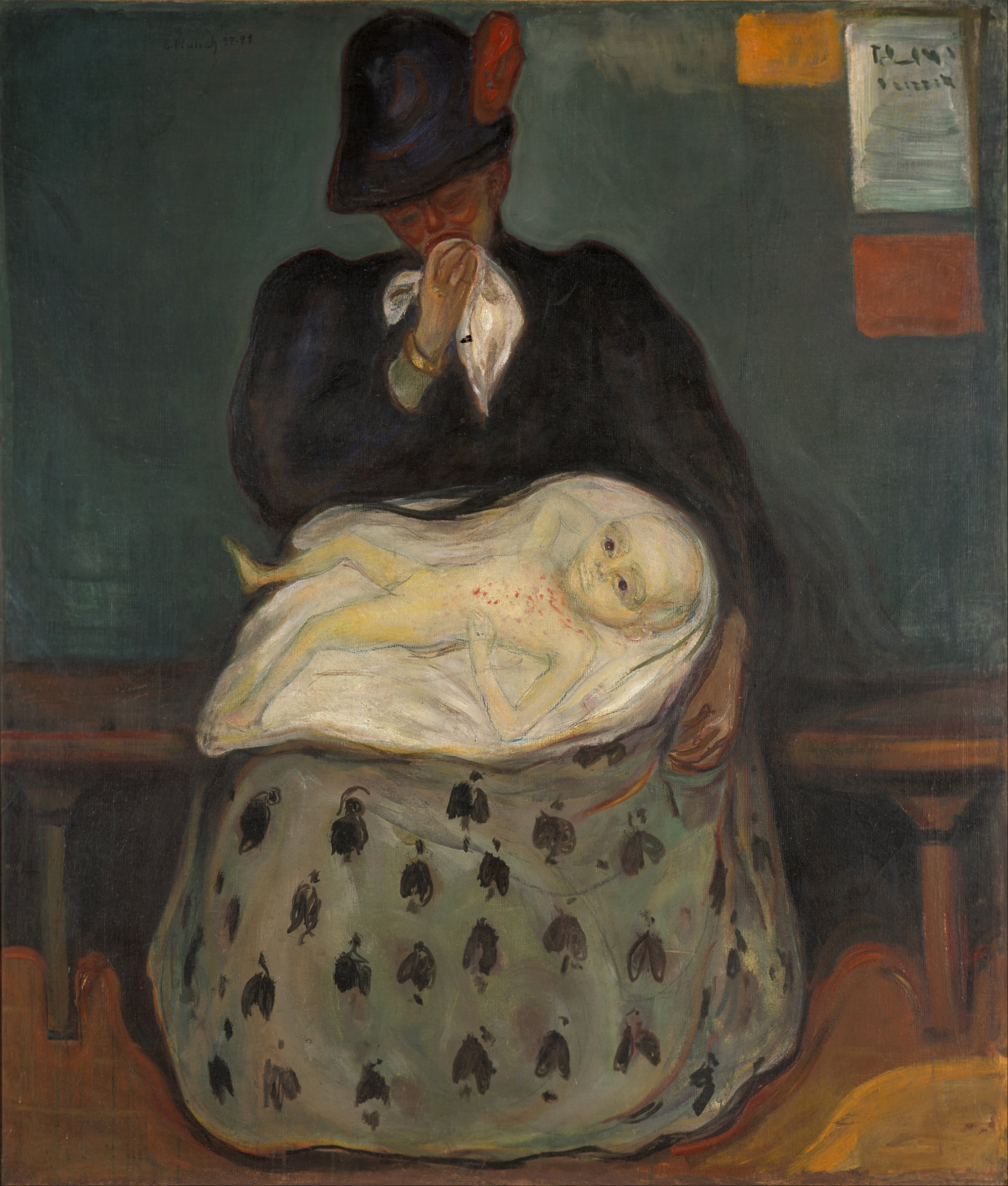
에드바르트 뭉크의 '상속'(1897~99)은 선천 매독을 앓고 있는 아기와 그 어머니를 묘사하고 있다.

선천 매독(congenital syphilis)은 치료되지 않은 매독에 걸린 어머니가 임신 중이나 출산 시 아기에게 감염을 전파할 때 발생하는 매독이다.

## 같이 보기
- 하시모토 뇌병증
- 새염색체
- 갑상샘염
- 혈관종
- 작은입증